# مولوی عبدالحق
مولوی عبدالحق (اردو: مولوی عبد الحق) (۲۰ آوریل ۱۸۷۰ – ۱۶ اوت ۱۹۶۱) روحانی، زبانشناس و معروف به بابای اردو (اردو: بابائی اردو) است. عبدالحق تلاش بی وقفه‌ای داشت تا زبان اردو را به عنوان زبان میانجی مسلمانان، در پاکستان گسترش دهد.